# التقانة والمجتمع
التقانة والمجتمع أو التكنولوجيا والثقافة يشير إلى الإعتماد، والتأثير، والإنتاج المشترك بين التكنولوجيا والمجتمع عند الأخرى (التكنولوجيا إلى الثقافة، والعكس بالعكس). هذه العلاقة التآزرية حدث منذ فجر البشرية، مع اختراع أدوات بسيطة وما زال في التكنولوجيات الحديثة مثل s المطبعة والكمبيوتر. يسمى المشرفين الأكاديميين دراسة الآثار المترتبة على العلوم والتكنولوجيا والمجتمع والعكس بالعكس (ويمكن الاطلاع على) دراسات العلوم والتكنولوجيا.

## ما قبل التاريخ
الأهمية، أدوات حجرية حوالي 2.5 مليون سنة مضت، يعتبر أساسيا في التنمية البشرية في فرضية الصيد.
واقترح، في Catching Fire: How Cooking Made Us Human، أن تحكم البشر الأوائل في النيران وما يرتبط بذلك من الطبخ كان الشرارة التي تغيرت تغيرا جذريا في تطور البشرية.
جميع هذه التغييرات قليلاً في الهواتف النقالة، مثل الوصول إلى شبكة الإنترنت، أمثلة أخرى دورة الإنتاج المشترك. أدى إلى حاجة المجتمع للتمكن من دعوة الناس وتكون متاحة في كل مكان في البحث والتطوير للهواتف النقالة. أنها تتأثر بدوره الطريق نحن نعيش حياتنا. كما السكان يعتمد أكثر فأكثر على الهواتف النقالة، وطلب ميزات إضافية.
وهذا صحيح أيضا مع مشغل الوسائط الحديثة اليوم.
ويتأثر المجتمع أيضا التغييرات إلى مشغلات الوسائط الجيل السابق. في مشغلات الموسيقى الشخصية الأولى، تخزين أشرطة الموسيقى. ومع ذلك، يبدو هذا الأسلوب الإخلاص الهشة ومنخفضة نسبيا عندما جاء أقراص مدمجة. في وقت لاحق، توافر MP3 وتنسيقات ملف مضغوط أخرى أدلى أقراص مدمجة تبدو كبيرة جداً ومحدودة، حتى يصنع تم إنشاؤه مشغلات MP3 الصغيرة وإجراء كمية كبيرة من البيانات. التفضيلات المجتمعية ساعدت في تحديد مجرى الأحداث من خلال الأفضليات يمكن التنبؤ بها. المفهوم الشائع لمصطلح التكنولوجيا هو استعمال الكمبيوتر والأجهزة الحديثة، وهذه النظرة محدودة الرؤية، فالكمبيوتر نتيجة من نتائج التكنولوجيا، بينما التكنولوجيا التي يقصدها هذا المقرر هي طريقة للتفكير وحل المشكلات، وهي أسلوب التفكير الذي يوصل الفرد إلى النتائج المرجوة أي أنها وسيلة وليست نتيجة.أسماء بهجت عثمان

## الاقتصاد والتنمية التكنولوجية

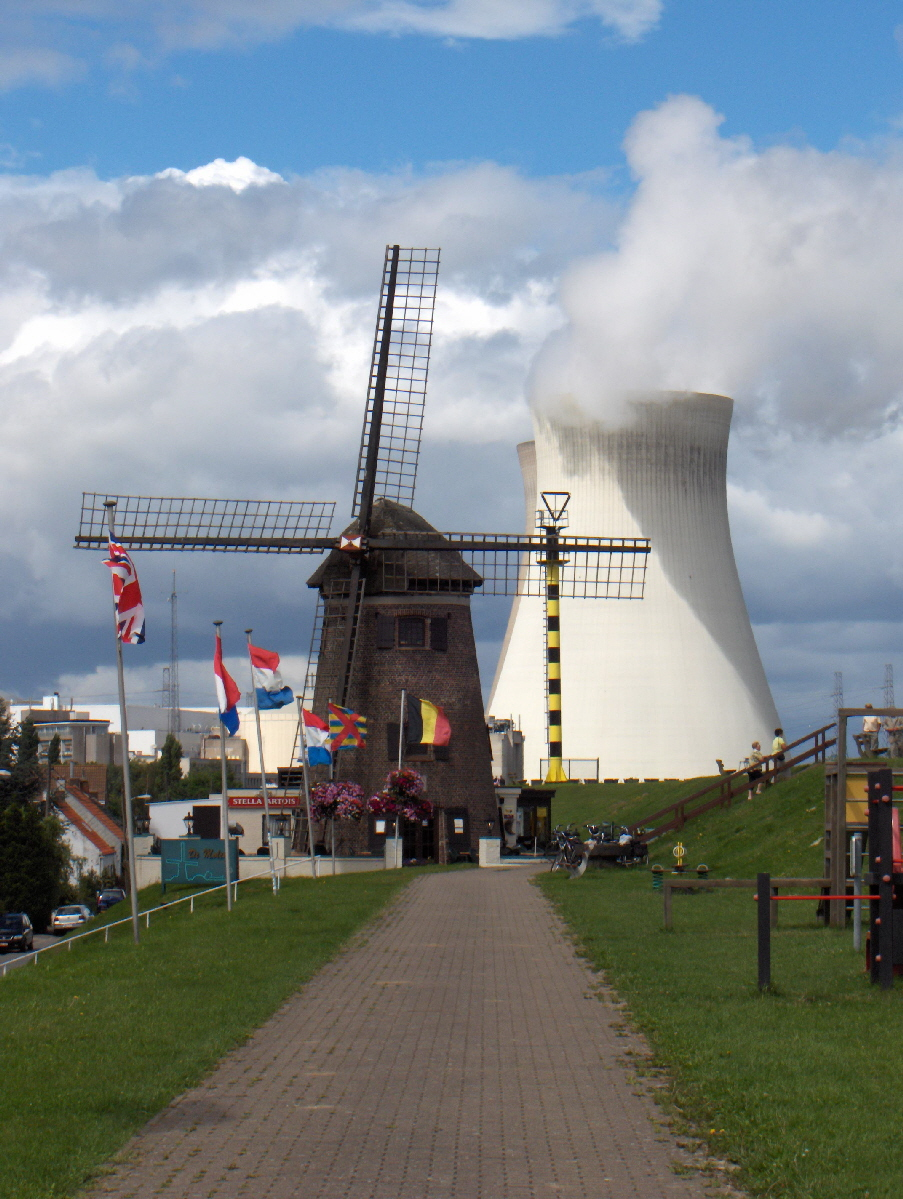
Nuclear reactor, Doel، بلجيكا

في التاريخ القديم، بدأ الاقتصاد عندما حلت هياكل التجارة المتعمد على مر الزمن عرضية، عفوية تبادل السلع والخدمات. صناع لرؤوس الأسهم، على سبيل المثال، قد أدركت أنها يمكن أن تفعل أفضل بالتركيز على جعل رؤوس الأسهم والمقايضة لتلبية احتياجات أخرى. وضوح، اشترك بعض المبلغ للتكنولوجيا بغض النظر عن السلع والخدمات مقايضة، & مداش؛ إذا كان لا يزيد في صنع المجوهرات شل وحبه. يمكن القول أن أشركت بعض التكنولوجيا حتى في الشامان الجرع والمقدسات. وهكذا، من البدايات، التكنولوجيا يمكن القول أن حفزت تنمية اقتصادات أكثر تفصيلاً.
في العالم المعاصر، وتكنولوجيات متفوقة والموارد والجغرافيا والتاريخ تؤدي إلى اقتصادات قوية؛ وفي الاقتصاد قوي، ويعمل بشكل جيد، يتدفق الفائض الاقتصادي الطبيعي إلى التوسع في استخدام التكنولوجيا. وعلاوة على ذلك، لأن التكنولوجيا جزءا لا يتجزأ من المجتمع الإنساني، ولا سيما في الجوانب الاقتصادية، ومصادر التمويل (الجديدة) المساعي التكنولوجية تقريبا نكرانها. ومع ذلك، بينما في البداية، الاستثمار التكنولوجي تشارك أكثر قليلاً من الوقت والجهود، والمهارات واحدة أو عدد قليل من الرجال، اليوم، وهذا النوع من الاستثمار قد تنطوي على العمل الجماعي والمهارات لملايين عديدة.

### التمويل
وبناء على ذلك، مصادر التمويل للجهود التكنولوجية الكبيرة وقد هائلة ضاقت، منذ قليل بالوصول بسهولة إلى العمل الجماعي لمجتمع بأسره، أو حتى جزء كبير. والتقليدية لتقسيم مصادر التمويل في الحكومية (التي تشمل أسرة، أو تقريبا إجمالاً، المؤسساتالاجتماعية) والخاص (التي تشمل محدودة بدرجة أكبر، ولكن عموما أكثر تركيزاً) الأعمال التجارية أو المؤسسات الفردية.
الحكومة التمويل دقيقة (الهندسة الكهربائية والميكانيكية)، الذي يهدف إلى إعطاء كل مدرسة في بريطانيا واحد على الأقل الكمبيوتر، البرامج والمواد التدريبية وتدريب المعلمين واسعة النطاق. برامج مماثلة أقيمت بالحكومات في جميع أنحاء العالم.]
كثيرا ما كان وراء التكنولوجيا العسكرية، مع العديد من التطبيقات الحديثة المطورة للجيش قبل أن تطويعها للاستخدام المدني. ومع ذلك، هذا ما فتئت تدفق في اتجاهين، مع الصناعة كثيرا ما وضع واعتماد تكنولوجيا المعتمدة إلا في وقت لاحق بالجيش.
وكالات الحكومة بكاملها على وجه التحديد هي مكرسة للبحث، مثل أميركا المؤسسة الوطنية للعلوم، في المملكة المتحدة معاهد البحوث العلمية،
جهود البحوث الابتكارية الأعمال التجارية الصغيرة في أمريكا. العديد من الوكالات الحكومية الأخرى تكرس جزءا كبيرا من ميزانيتها للبحوث والتنمية.

#### التمويل من القطاع الخاص
البحوث والتنمية أحد المجالات أصغر من استثمارات الشركات تجاه التكنولوجيا الجديدة والمبتكرة.
العديد من المؤسسات والمنظمات الأخرى غير ربحية تساهم في تطوير التكنولوجيا. في الميدان الاقتصادي، يضطلع بالصناعة، و98 في المائة و10 في المائة على التوالي الجامعات والحكومة حوالي الثلثين من البحث والتطوير في المجالات العلمية والتقنية. ولكن في البلدان الأكثر فقراً مثل البرتغال والمكسيك مساهمة الصناعة أقل بشكل ملحوظ. وتنفق حكومة الولايات المتحدة أكثر من بلدان أخرى للأبحاث العسكرية والتنمية، على الرغم من أن النسبة انخفض من حوالي 30 في المائة في الثمانينات إلى أقل من 10 في المائة.
تأسيس كيكستارتير 2009 تسمح للأفراد الحصول على تمويل عن طريق تعهيد جماعي المتصلة بالتكنولوجيا العديد من المنتجات بما في ذلك كل الإبداعات المادية الجديدة، فضلا عن الأفلام الوثائقية والأفلام وويبسيريس التي تركز على إدارة التكنولوجيا. هذا تلتف الإشراف على الشركات أو الحكومات معظم المخترعين والفنانين النضال ضد لكنه يترك المساءلة المشروع تماما مع الفرد المتلقي لهذه الأموال.

### التكنولوجيا والاقتصاد في المستقبل
بعض المحللين مثل مارتن فورد، المؤلف من «الأضواء» في النفق: التشغيل الآلي للمكاتب والتكنولوجيا تسريع الاقتصاد المستقبل، القول أن كأوجه التقدم في تكنولوجيا المعلومات، الروبوتات وأشكال أخرى من التشغيل الآلي للمكاتب وسوف يؤدي في نهاية المطاف كبير البطالة يشرعان لمطابقة وتتجاوز قدرة العمال على أداء الوظائف الروتينية معظم الأجهزة والبرامج.
الروبوتات والذكاء الاصطناعي تطوير المزيد، بل وكثير من الوظائف التي تتطلب مهارات قد تتعرض للتهديد. تكنولوجيات مثل التعلم آلة في نهاية المطاف قد تسمح لأجهزة الكمبيوتر للقيام بالعديد من الوظائف المعرفية التي تتطلب تعليما كبيرة. قد ينتج هذا عن بطالة كبيرة في جميع مستويات المهارة وركود أو انخفاض الأجور لمعظم العمال، وزيادة تركيز الدخل والثروة كأصحاب رأس المال القبض جزء أكبر من أي وقت مضى للاقتصاد. هذا بدوره يؤدي إلى انخفاض الإنفاق الاستهلاكي والنمو الاقتصادي باعتباره الجزء الأكبر الإيرادات التقديرية كافية يفتقر إلى السكان شراء المنتجات والخدمات التي ينتجها الاقتصاد.

### اعتبارات الاقتصادية أخرى
- التكنولوجيا الملائمة، التي تسمى أحياناً «الوسيطة» التكنولوجيا، أكثر من مصدر قلق الاقتصاد، ويشير إلى حلول توفيقية بين التكنولوجيات المركزية ومكلفة تطوير الأمة s وتلك التي تجد s وضع الأمة أن معظم فعالة لنشر نظراً لفائض في اليد العاملة وندرة النقد.
- التكنولوجيا الإقناع: في الاقتصاد، تعريفات أو الافتراضات للتقدم أو النمو غالباً ما ترتبط بافتراضات واحد أو أكثر عن التأثير الاقتصادي للتكنولوجيا. تحدي الفرضيات السائدة حول التكنولوجيا وفائدته أدى إلى أفكار بديلة مثل النمو غير الاقتصادي أو قياس الرفاه. هذه، وعلم الاقتصاد نفسه، يمكن غالباً ما توصف بأنها التكنولوجيات، على وجه التحديد، تكنولوجيا الإقناع.
- تيتشنوكابيتاليسم
- نشر التكنولوجيا
- نموذج قبول التكنولوجيا
- دورة حياة التكنولوجيا
- نقل التكنولوجيا

## العوامل السوسيولوجية والآثار

### القيم
تنفيذ التكنولوجيا تؤثر القيم لمجتمع بتغيير توقعات وحقائق. تنفيذ التكنولوجيا يتأثر أيضا بالقيم. وهناك المترابطة الرئيسية الثلاث (على الأقل)، القيم التي أبلغ، وإبلاغ من الابتكارات التكنولوجية:
- رأي العالم الميكانيكية: عرض الكون كمجموعة من أجزاء، (مثل آلة)، التي يمكن فردياً حلل ويفهم.[6] هذا هو شكل من أشكال الاختزالية أن يكون نادرة في أيامنا هذه. ومع ذلك، يحمل «رأي العالم الميكانيكية الأجسام القريبة من الأرض» أن لا شيء في الكون لا يمكن أن يفهمها الذكاء البشري. أيضا، بينما كل الأشياء أكبر من مجموع أجزائها (مثلاً، حتى إذا أخذنا في الاعتبار ليس أكثر من المعلومات المعنية بالجمع ما بين)، من حيث المبدأ، يجب أن يفهم حتى هذا الفائض في نهاية المطاف من الذكاء البشري. وتشارك، لا المبدأ الإلهي أو حيوية أو جوهر.
- الكفاءة: قيمة، أصلاً لا تنطبق إلا على آلات، لكنها الآن تنطبق على جميع جوانب المجتمع، حيث أن كل عنصر من عناصر من المتوقع أن تحقق نسبة مئوية أعلى وأعلى أداء ممكن القصوى، الإخراج، أو القدرة.[6]
- التقدم الاجتماعي: الاعتقاد بأن هناك شيء من هذا القبيل كالتقدم الاجتماعي، وأنه، بصورة الرئيسية، من الرحمن. ويعتقد كل المجتمعات تقريبا قبل الثورة الصناعية، وانفجار اللاحقة للتكنولوجيا، في نظرية الدورية للحركة الاجتماعية، وفي الواقع، لكل التاريخ والكون. هذا، ومن الواضح أن تستند سيكليسيتي المواسم، وزراعية الاقتصاد والمجتمع قوي العلاقات إلى أن سيكليسيتي. وبما أن الكثير من بلدان العالم أقرب إلى جذورهم الزراعية، أنها لا تزال أكثر قابلية سيكليسيتي من التقدم في التاريخ. وهذا قد ينظر، على سبيل المثال، في [دورات الاجتماعية الحديثة النظرية http://www.metafuture.org/sarkar/prabhat.htm برابهات رينجان ساركار]. للحصول على نسخة غربية أكثر من سيكليسيتي الاجتماعية، راجع الأجيال: المستقبل «التاريخ لأميركا»، 1584 إلى 2069 (غلاف عادي) بنيل هاو ووليام شتراوس؛ هاربر المعمرة؛ طبع الطبعة (30 سبتمبر 1992)؛ ISBN 0-688-11912-3، والكتب اللاحقة بهذه المؤلفين.

#### المؤسسات والجماعات
وكثيراً ما تتيح تقنية هياكل المجموعة التنظيمية والبيروقراطية التي خلاف ذلك وحتى الآن ليست مجرد ممكن. يمكن أن تشمل الأمثلة على ذلك:
- ظهور منظمات كبيرة جداً: مثلاً، الحكومات والعسكريين، والصحة ومؤسسات الرعاية الاجتماعية، الشركات عبر الوطنية.
- الاستغلال التجاري لأوقات الفراغ: المناسبات الرياضية، والمنتجات، إلخ (ماكجين)
- تشتت تقريبا للمعلومات (لا سيما الأخبار) والترفيه العالم.

### الدولية
التكنولوجيا تمكن معرفة أكبر بالقضايا الدولية، والقيم، والثقافات. ترجع أساسا إلى النقل الجماعي ووسائل الإعلام، يبدو أن العالم مكاناً أصغر كثيرا، نظراً إلى ما يلي، من بين أمور أخرى:
- العولمة لأفكار
- بانخراط القيم
- النمو السكاني والسيطرة
- الآخرين[بحاجة لتوضيح]

## البيئة
وتوفر تكنولوجيا تفهماً وتقديرا للعالم من حولنا.
العمليات التكنولوجية الحديثة تنتج منتجات ثانوية غير المرغوب فيها بالإضافة إلى المنتجات المطلوبة، التي تعرف بالنفايات الصناعية والتلوث. بينما نفايات المواد الأكثر إعادة استخدامها في العملية الصناعية، التي تطلق في البيئة، مع الآثار الجانبية البيئية السلبية، مثل التلوث وعدم القدرة على تحمل أشكالاً عديدة. إقامة نظم الاجتماعية وسياسية مختلفة توازنات مختلفة بين القيمة يولونها لسلع إضافية مقابل ديسفالويس منتجات النفايات والتلوث. بعض التكنولوجيات المصممة خصيصا مع البيئة في الاعتبار، ولكن تم تصميم معظم أولاً للتأثيرات الاقتصادية أو اعملالي. تاريخيا، كانت قيمة بيئة نظيفة وأكثر كفاءة العمليات الإنتاجية نتيجة لزيادة في ثروة المجتمع، لأنه عندما يكون الناس قادرين على توفير احتياجاتهم الأساسية، فهي قادرة على التركيز على السلع المادية أقل مثل الهواء النقي والمياه.
The effects of technology on the environment are both obvious and subtle. The more obvious effects include the depletion of nonrenewable natural resources (such as petroleum, coal, ores), and the added تلوث of air, water, and land.
The more subtle effects include debates over long-term effects (e.g., global warming, deforestation, natural habitat destruction, coastal wetland loss.)
Each wave of technology creates a set of waste previously unknown by humans: مخلفات سامة، مخلفات إشعاعية، electronic waste.
One of the main problems is the lack of an effective way to remove these pollutants on a large scale expediently. In nature, organisms "recycle" the wastes of other organisms, for example, plants produce oxygen as a by-product of photosynthesis, oxygen-breathing organisms use oxygen to metabolize food, producing carbon dioxide as a by-product, which plants use in a process to make sugar, with oxygen as a waste in the first place. No such mechanism exists for the removal of technological wastes.
Humanity at the moment may be compared to a colony of bacteria in a Petri dish with a constant food supply: with no way to remove the wastes of their metabolism, the bacteria eventually poison themselves.

## Construction and shaping

### Choice
Society also controls technology through the choices it makes. These choices not only include consumer demands; they also include:
- قنوات التوزيع، كيف المنتجات الانتقال من المواد الخام إلى الاستهلاك للتخلص منها؛
- المعتقدات الثقافية فيما يتعلق بنمط، وحرية الاختيار، والنزعة الاستهلاكية، ومادية، إلخ.؛
- القيم الاقتصادية ونحن نعلق على البيئة، والثروة الفردية، وسيطرة الحكومة، الرأسمالية، إلخ.

وفقا لوليامس والحافة، البناء وتشكيل للتكنولوجيا ويشمل مفهوم الاختيار (واختيار غير واع بالضرورة). اختيار متأصل في كل تصميم من التحف الفردية والنظم، وفي صنع تلك التحف والنظم.
الفكرة هنا هي أن تقنية واحدة قد يخرج من بروز منطق محدد سلفا أو عامل واحد، يمكن أن تكون التكنولوجيا حديقة التفرع المسارات، مع مسارات مختلفة يمكن أن يفضي إلى نتائج تكنولوجية مختلفة. وهذا هو موقف الذي قد وضعت بالتفصيل جودي ويكمان لذلك، يمكن أن يكون اختيارات الآثار المختلفة للمجتمع وخاصة groups.hh الاجتماعية

### التكنولوجيا المتمتعة بالحكم الذاتي
في سطر واحد للفكر، تطور التكنولوجيا ذاتيا، بعبارة أخرى، يبدو أن التكنولوجيا لإطعام نفسها، على المضي قدما بقوة لا تقاوم بالبشر. لهؤلاء الأفراد، تكنولوجيا «دينامية وسيلفوجمينتينج أصلاً».
جاك الول نصير واحد من إيريسيستيبلينيس للتكنولوجيا على البشر. أنه يعتنق فكرة أن الإنسانية لا يمكن أن تقاوم الإغراء لتوسيع معرفتنا وقدراتنا التكنولوجية. ومع ذلك، أنه لا يعتقد أن هذا الحكم الذاتي مما يبدو من التكنولوجيا متأصل. ولكن الحكم الذاتي المتصورة لأن البشر لا تعتبر كافية مسؤولية المتأصل في العمليات التكنولوجية.
آخر من المؤيدين لهذه الأفكار هو الفائز لانغدون الذي يعتقد أن التطور التكنولوجي أساسا خارجة عن إرادة الأفراد أو المجتمع.

### الحكومة
الأفراد تعتمد على المساعدة الحكومية للحد من الآثار الجانبية والآثار السلبية للتكنولوجيا.
- استقلال المفترض للحكومة. افتراض أدلى عادة حول الحكومة أن دورها الحكم المحايد أو مستقلة. ومع ذلك يقول البعض أن الإدارة عملية سياسية، حيث أن الحكومة سوف يتأثر بالرياح السياسية من تأثير. وبالإضافة إلى ذلك، لأن الحكومة توفر قدر كبير من التمويل المخصص للبحوث التكنولوجية والتنمية، لها مصلحة في نتائج معينة. النقطة الأخرى أن أكبر الكوارث البيئية في العالم، مثل بحر آرال، تشيرنوبيل، وبحيرة قراتشاي نجم عن مشاريع الحكومة، التي ليست مسؤولة أمام المستهلكين.
- المسؤولية. إحدى الوسائل للسيطرة على التكنولوجيا أن تضع المسؤولية عن الضرر بعامل تسبب في الضرر. يمكن أن تسمح الحكومة المسؤولية القانونية أكثر أو أقل أن ينخفض إلى المنظمات أو الأفراد المسؤولين عن الأضرار.
- التشريعات. مصدرا للجدل هو دور الصناعة مقابل الحكومة في الحفاظ على بيئة نظيفة. من المتفق عليه عموما أن الصناعة تحتاج إلى تحميل المسؤولية عندما يضر التلوث بأشخاص آخرين، في حين يوجد خلاف حول ما إذا كان ينبغي منع هذا بالتشريعات أو المحاكم المدنية، وما إذا كانت النظم الإيكولوجية مثل ينبغي أن يحميه من أذى الحكومات.

في الآونة الأخيرة، تشكيل الاجتماعية للتكنولوجيا وقد كان تأثير جديد في ميادين العلوم الإلكترونية ومراكز العلوم الاجتماعية هـ في المملكة المتحدة، التي جعلت من التركيز على الاجتماعية تشكيل جزء محوري من برامجها التمويلية العلوم والتكنولوجيا.